# Campeonato Mundial de Patinaje Artístico sobre Hielo de 1956
El XLVII Campeonato Mundial de Patinaje Artístico se realizó en Garmisch-Partenkirchen (RFA) entre el 16 y el 19 de febrero de 1956 bajo la organización de la Unión Internacional de Patinaje sobre Hielo (ISU) y la Unión Alemana de Patinaje sobre Hielo. 

## Resultados

### Masculino
| Puesto | Nombre             | País           | Puntos |
| ------ | ------------------ | -------------- | ------ |
| Oro    | Hayes Alan Jenkins | Estados Unidos | 10     |
| Plata  | Ronald Robertson   | Estados Unidos | 17     |
| Bronce | David Jenkins      | Estados Unidos | 28     |

### Femenino
| Puesto | Nombre          | País           | Puntos |
| ------ | --------------- | -------------- | ------ |
| Oro    | Carol Heiss     | Estados Unidos | 13     |
| Plata  | Tenley Albright | Estados Unidos | 14     |
| Bronce | Ingrid Wendl    | Austria        | 33     |

### Parejas
| Puesto | Nombre                        | País                | Puntos |
| ------ | ----------------------------- | ------------------- | ------ |
| Oro    | Sissy Schwarz / Kurt Oppelt   | Austria             | 14     |
| Plata  | Frances Dafoe / Norris Bowden | Canadá              | 15     |
| Bronce | Marika Kilius / Franz Ningel  | Alemania Occidental | 30     |

### Danza en hielo
| Puesto | Nombre                          | País        | Puntos |
| ------ | ------------------------------- | ----------- | ------ |
| Oro    | Pamela Weight / Paul Thomas     | Reino Unido | 7      |
| Plata  | June Markham / Courtney Jones   | Reino Unido | 15     |
| Bronce | Barbara Thompson / Gerard Rigby | Reino Unido | 29     |

## Medallero
| Núm. | País                | Oro | Plata | Bronce | Total |
| ---- | ------------------- | --- | ----- | ------ | ----- |
| 1    | Estados Unidos      | 2   | 2     | 1      | 5     |
| 2    | Reino Unido         | 1   | 1     | 1      | 3     |
| 3    | Austria             | 1   | 0     | 1      | 2     |
| 4    | Canadá              | 0   | 1     | 0      | 1     |
| 5    | Alemania Occidental | 0   | 0     | 1      | 1     |
|      | TOTAL               | 4   | 4     | 4      | 12    |

| Predecesor: Austria 1955 | Campeonato Mundial de Patinaje Artístico sobre Hielo 1956 | Sucesor: Estados Unidos 1957 |

- Datos: Q153119